# Partidos políticos de Timor Oriental
Timor Oriental tiene un sistema democrático multipartidista caracterizado por la existencia de numerosos partidos políticos.

## Historia

### Primeros pasos
Debido al régimen colonial que permanecía en el territorio por parte de Portugal se impedía la formación de grupos de opinión. En 1974 con la caída del dictador portugués António de Oliveira Salazar tras la Revolución de los Claveles el 25 de abril de ese año se forma el primer partido político de Timor Oriental, la Unión Democrática Timorense (UDT), el cual pretendía continuar la permanencia de Portugal pero abogando por mayor autonomía; paralelamente se formaban dos grupos independentistas con dos visiones de país distintas, la Asociación Popular Monarquía de Timor (hoy KOTA) de corte conservador y monárquico y otro movimiento de izquierda que luego tomaría el camino de las armas, el Frente Revolucionario de Timor Oriental Independiente (FRETILIN). Al margen de estos partidos aparecía un partido que expresaba las aspiraciones de indonesia de anexarse el territorio de Timor del Este (entonces de Portugal) que se enfocaban en el grupo político Asociación Popular Democrática de Timor (APODETI).
En 1976 Indonesia ocupa militarmente Timor Oriental anexándoselo como una más de sus provincias y no es hasta el 30 de agosto de 1999 que por referendo popular se decide la independencia de este país.

### La independencia
Desde el momento de la independencia el FRETILIN comenzó a crecer significativamente y en las elecciones parlamentarias del 30 de agosto de 2001 consiguió el 57,4 % de los votos adjudicándose 55 de los 80 escaños, seguido muy de lejos por el Partido Democrático con un 8,7 % (7 parlamentarios), el Partido Social Demócrata 8,2 % (6 parlamentarios) y la Asociación Social Demócrata Timorense (ASDT) 7,8 % (6 parlamentarios) otros grupos más pequeños consiguieron 14 parlamentarios aunque ninguno de esos partidos superaron el 2,5 % de los votos.
En las elecciones presidenciales de 2002 Xanana Gusmão del FRETILIN obtuvo la victoria con un amplio margen al conseguir el 82,69 % de los votos.
Luego en 2007 al momento de realizarse las elecciones para presidente el FRETILIN -favorito- presenta a Francisco Guterres como candidato obteniendo el primer lugar en primera ronda con más del 27 % seguido por el independiente José Ramos Horta quién en segunda ronda derrotaría al líder del FRETILIN con el 69,18 % de los votos.
El 30 de junio de 2007 las elecciones al Parlamento Nacional el FRETILIN obtiene nuevamente el primer lugar con un 30,5 % de los votos seguido por el CNRT liderado por el expresidente Gusmão consigue el 22,3 % de los votos. Por lo que es necesario que se formen junto a otros partidos una coalición para gobernar. 
La ASDT formó alianza con el PSD mientras que el movimiento KOTA con el PPT han formado la coalición conservadora Alianza Democrática.

## Partidos políticos

### Partidos políticos grandes
- Frente Revolucionario de Timor Oriental Independiente (FRETILIN)
- Congreso Nacional de Reconstrucción de Timor del Este (CNRT)
- Asociación Social Demócrata Timorense (ASDT)
- Partido Social Demócrata (PSD)
- Partido Democrático (PD)

### Partidos políticos medianos
- Asociación de Héroes Timorenses (KOTA)
- Partido del Pueblo de Timor (PPT)
- Partido Unidad Nacional (PUN)
- Unidad Nacional Democrática de la Resistencia Timorense (UNDERTIM)
- Partido Nacionalista Timorense (PNT)

### Partidos políticos pequeños
- Partido Democrático República de Timor (PDRT)
- Partido Republicano (PR)
- Partido Demócrata Cristiano (PDC)
- Unión Democrática Timorense (UDT)
- Partido Socialista de Timor (PST)
- Partido Milenio Democrático (PMD)

- Datos: Q1628836
- Multimedia: Political parties of East Timor / Q1628836